# Smålands nation, Lund

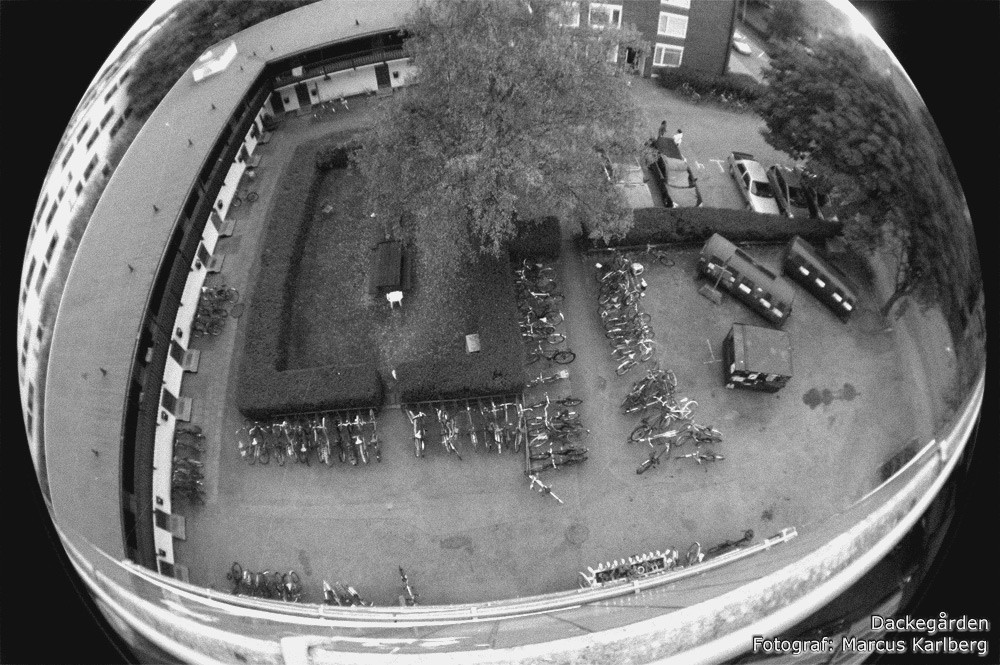
Dackegården.

Smålands nation är en av tretton nationer vid Lunds universitet och bildades 1668. Nationen är idag kanske mest känd för sin tydliga socialistiska profil som nationen fick i början av 1970-talet. Nationen har ett stort antal olika stipendier som medlemmarna kan söka.

## Historik
Smålands nation var en av de första nationerna som bildades efter Lunds universitets grundande på grund av landskapets närhet till Lund, men var i perioder på grund av det ringa studentantalet sammanslagen med andra nationer såsom Kalmar nation. Då en stor del av studenterna från nationens upptagningsområde (Jönköpings- och Kronobergs län) sökte sig till Lund, var nationen länge en av de största nationerna i Lund.

## Nationshusen
1952-1953 byggdes det första huset på Östra Vallgatan efter en insamlingskampanj i hembygden för studentbostäder i bostadsbristens Lund, "Smålandsgården" ritat av Hans Westman. Huset byggdes i rött tegel och med vita balkonger för att anknyta till de röda husen med vita knutar i Småland. Väggarna i husentrén kläddes med sten från Lagan, en sorts "hembygdsanknytning" som Hans Westman använde sig av när han ritade andra nationshus i Lund. Huset hade korridorsrum i våningarna 1-4 samt etagerum på våningarna 5 och 6. Efter drygt tre årtiondens slitage och förestående renoveringsbehov såldes Smålandsgården 1982 och är numera en bostadsrättsförening med namn BRF Smålandsgården. 
Smålandsgården räckte inte länge till för nationens behov. Efter förhandlingar med Lunds stad fick nationen tillgång till två tomter vid Kastanjegatan, där först lä Dackegården byggdes 1960 med Hans Westman som arkitekt. Ett drygt årtionde senare uppfördes 1970 Korpamoen. Dackegården är ett tiovåningshus med studentkorridorer och två lägre hus med fyra, respektive två, våningar med lägenheter. De tre byggnaderna har en gemensam innergård. Det var först i och med Korpamoen nationen försågs med en riktig expedition för kuratelet och en riktigt stor samlingslokal för nationsmedlemmarna som vid denna tid uppgick till 2 300. Tidigare hade endast Smålandsgården kunnat erbjuda en minimal gillestuga, det vanligaste var att möten och större festligheter hölls på AF-Borgen. 
Idag erbjuder Smålands 242 bostäder för sina medlemmar på Dackegården och Korpamoen.

## Brottet med traditionen
Smålands nation hade fram till 1970-talets början inte någon tydligt uttlad politisk ställning, i likhet med andra nationer i Lund. Genom en serie snabba beslut fick nationen 1972 en officiell socialistisk prägel, och Peter Magnusson blev den första kuratorn med uttalad sympati för vänstern. Politiseringen kritiserades skarpt av både före detta medlemmar (till exempel Sixten Haraldson, kurator 1938–1940) och aktiva medlemmar som K Arne Blom. Samtidigt som nationen på detta sätt miste medlemmar, blev den en tillflyktsort för vänsterinriktade studenter från de andra, traditionella nationerna. [källa behövs]

## Smålands nation idag
Smålands nation är fortfarande den enda studentnationen i Lund med en tydlig politisk prägel och också den enda av Lunds nationer som valt att inte vara med i Akademiska Föreningen. Man ansåg på 1970-talet att studenter inte skulle isolera sig från icke-studenter, något som lever kvar genom att alla arrangemang numera är öppna för studenter såväl som icke-studenter.  Nationen tar avstånd från det studentikosa och istället för att anordna evenemang såsom baler och champagnefester så anordnas främst föreläsningar och spelningar. Några av de kända band som spelat på Smålands nation är Chemical Brothers, Broder Daniel, Miss Li och Ebba Grön. Nationen ger ut tidningen Dackekuriren.
Nationens medlemsantal är i dagsläget det minsta bland nationerna i Lund med 349 medlemmar under vårterminen 2024 
Efter att en medlem i Smålands nation i maj 2009 engagerade sig i den så kallade "Ockupationsfestivalen" i Lund riskerade Smålands nation att förlora sitt alkoholtillstånd på grund av "alkohollagens krav på laglydighet". Dock skedde detta ej, eftersom rätten ansåg att det vore befängt att inte få ha politiska värderingar och åsikter oavsett om man har att vara serveringsansvarig på en nation som sitt yrke. 
Smålands Nation har allmäntillstånd vilket innebär att Smålands nations klubbar, pubar och övriga aktiviteter kan rikta sig till alla över 20 år, samt alla medlemmar över 18 år, med möjlighet för klubbansvarig att justera till endast studenter eller medlemmar vid behov.

## Kända tidigare nationsmedlemmar
- Ursula Berge
- Nina Björk
- K Arne Blom
- Gottfrid Carlsson
- Åke Edwardson
- Carl August Hagberg
- Staffan Jacobson
- Allan Larsson
- Sverker Oredsson
- Claes Reimerthi
- Jerker Rosén
- Bo Rothstein
- Ola Salo
- Mats Svegfors
- Jonas Thente
- Carl-Johan Vallgren
- Henrik Venant
- Niklas Ekdal
- Lars Westerberg
- Jenny Wilson
- Ewert Wrangel
- Andreas Malm
- Kristoffer "Kringlan" Svensson
- Johanna Frändén

## Hedersledamöteri urval
- Dag Hammarskjöld (utnämnd 1959)
- Vilhelm Moberg

## Inspektorer
Nuvarande inspektor är Ann-Sofie Klareld, lektor på Institutionen för kulturvetenskaper vid Lunds universitet.